# 梅屋 (千葉県)
株式会社梅屋（うめや）は、千葉県野田市山崎2783に本社を置いていた、医薬品・医療機器・医療用検査試薬・介護用品・健康食品・一般用医薬品等の卸売販売をおこなう企業である。アルフレッサの前身社の一つ。

## 概要
- 設　立 1949年10月
- 資本金 1,500万円
- 代表取締役社長　茂木敬三
- 代表取締役会長　福神邦雄

## 沿史
- 1980年8月「福神株式会社」（現在の「アルフレッサ株式会社」）に吸収合併される

## 関係会社
- 福神
- 梅屋動薬販売
- 梅林堂

## 主な取引メーカー
- 福神 85.3％
- 富山化学 6.9％
- 杏林製薬 3.6％

## 大株主
- 福神 42.33％
- 茂木敬三 12.5％
- 茂木林蔵 8.3％

| スタブアイコン | サブスタブ | この項目は、まだ閲覧者の調べものの参照としては役立たない、企業に関連した書きかけの項目です。この項目を加筆・訂正などしてくださる協力者を求めています（PJ:経済）。 |